# Mitrephora tomentosa
Mitrephora tomentosa Hook. f. & Thomson – gatunek rośliny z rodziny flaszowcowatych (Annonaceae Juss.). Występuje naturalnie w Indiach (w stanach Asam, Nagaland i Meghalaya), Bangladeszu, Mjanmie, Tajlandii, Kambodży, Laosie, Wietnamie oraz w południowych Chinach (w południowym Junnanie oraz na wyspie Hajnan). 

## Morfologia
PokrójZimozielone drzewo dorastające do 5–20 m wysokości. Młode pędy są owłosione.
LiścieMają kształt od owalnego do podłużnie lancetowatego. Mierzą 12–26 cm długości oraz 4–9 cm szerokości. Nasada liścia jest zaokrąglona. Blaszka liściowa jest całobrzega o ostrym lub spiczastym wierzchołku. Ogonek liściowy jest owłosiony i dorasta do 5–8 mm długości.
KwiatyZebrane po kilka w wierzchotki, rozwijają się w kątach pędów. Mierzą do 5–7 cm średnicy. Działki kielicha mają owalny kształt, dorastają do 5–7 mm długości, są omszone, zrośnięte u podstawy. Płatki mają lancetowaty kształt i osiągają do 2–3,5 cm długości. Kwiaty mają owocolistki o owalnym kształcie i długości 1 mm.
OwoceMają prawie kulisty kształt, zebrane w owoc zbiorowy. Są omszone, osadzone na szypułkach. Osiągają 15 mm średnicy.

## Biologia i ekologia
Rośnie w wiecznie zielonych lasach. Kwitnie od marca do maja, natomiast owoce dojrzewają od sierpnia do października.